# 郭天乙
郭天乙（1909年—?），字威德，台灣新竹市人，翁俊明的三女婿，畢業於日本早稻田大學一高院，後就讀國立中央大學，與周書楷等同班，民國二十四年畢業獲法學士學位。曾任中華民國外交部情報司科員、中央特種經濟調查處總幹事、中國農民銀行經研處編譯、分行經理、台灣革命同盟會總務部長、中國國民黨中央直屬台灣黨部台灣省黨部執行委員等職務。1948年，獲選為第1屆立法委員。其後曾任台灣土地銀行監察人、大亞建設董事長、台灣航空董事長等職務。